# Necrópolis vaticana

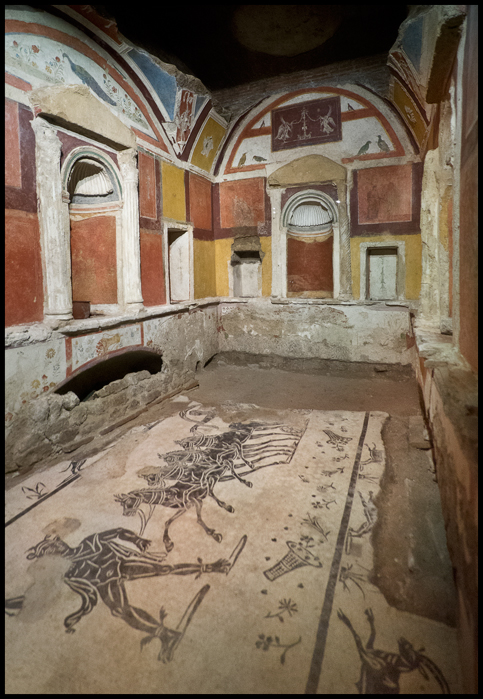
Mausoleo de la necrópolis vaticana.

La necrópolis vaticana se encuentra debajo de la Ciudad del Vaticano, a una profundidad que varía entre los 5 y 12 metros por debajo de la actual basílica de San Pedro. En la década de 1940, la Santa Sede patrocinó excavaciones arqueológicas en la zona, lo que dio como resultado el descubrimiento de una necrópolis datada en la época imperial. El trabajo se llevó a cabo a petición del papa Pío XI, que deseaba ser enterrado lo más cerca posible a san Pedro. Es también el hogar de la Tumba de los Julios, que ha sido datada alrededor de los siglos III o IV de nuestra era. La necrópolis no era parte de las catacumbas subterráneas de Roma, sino un cementerio al aire libre con tumbas y mausoleos.
La necrópolis vaticana no se debe confundir con las grutas vaticanas, originada de la construcción de la actual basílica de San Pedro, y que corresponde a la planta baja de la antigua basílica constantiniana.

## Orígenes de la necrópolis
La necrópolis fue originalmente un cementerio construido en la ladera sur de la Colina Vaticana, junto a un circo construido por el emperador Calígula: de acuerdo con la ley romana, estaba prohibido enterrar a los muertos dentro de los muros de la ciudad. Por esta razón, los cementerios se originaron a lo largo de las carreteras fuera de los límites de la ciudad. Desde Roma se podía llegar por la Vía Cornelia, que corría en dirección al norte por la zona septentrional de la colina vaticana.

### Circo de Calígula
Calígula, durante la construcción del circo que más tarde terminaría su sucesor Nerón, colocó un obelisco egipcio. Este mismo se mantendría en su lugar original hasta que Domenico Fontana, por orden del papa Sixto V en 1586, lo colocó en el centro de la plaza de San Pedro.

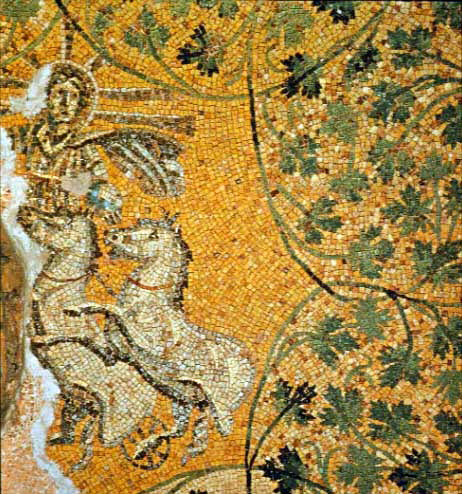
Mosaico de Cristo representado como Sol Invictus.
Tumba de los Julios, Necrópolis vaticana, h..

La ubicación original de este se encontraba donde actualmente se encuentra la actual Oficina de Excavaciones de la Fábrica de San Pedro, marcado con una placa en el suelo.

### Antigua Basílica de San Pedro
Según la tradición, san Pedro fue martirizado hacia los años 64 o 67 en el Circo de Nerón, siendo enterrado en la necrópolis adyacente. Después del Edicto de Milán, el Emperador Constantino I comenzó la construcción de la primera basílica vaticana, época en la que aún se utilizaba la necrópolis, según el grabado de una moneda del 318 d. C. A pesar de que por ley, el espacio de la necrópolis estaba protegido, para poder tener un área plana donde colocar los cimientos de la iglesia, Constantino ordenó excavar parte de la necrópolis, lo que la llenó de desechos del suelo y de la nueva construcción, siendo sepultada. Solo se conservó la tumba de San Pedro.

## Excavaciones arqueológicas

### sigloXX
Las primeras excavaciones de la necrópolis se produjeron entre 1940 y 1949 durante el pontificado de Pío XII. El propósito de estas excavaciones era localizar la tumba de San Pedro, que durante siglos se suponía se encontraba debajo de la basílica de San Pedro. Durante las excavaciones, se descubrió una serie de mausoleos que se marcaron inicialmente con las letras del alfabeto griego Φ (fi), Χ (ji) y Ψ (psi). Más tarde, se utilizaron las letras latinas. El mausoleo M ya había sido descrito en 1574, y el mausoleo O fue descubierto durante la construcción de las bases de la estatua del papa Pío VI. Los mausoleos R y S fueron descubiertos cuando se cimentó la base de la parte sur del baldaquino de Bernini.
El mausoleo G fue el primero en ser construido, a los que le siguieron los sucesivos B, C, D y E, uno al lado del otro. Tanto el G como el B corresponden muy probablemente a la misma época, mientras el F fue construido hacia el reinado de Antonino Pío durante el siglo II. Estos siete mausoleos fueron levantados en una fila como edificios independientes con diferentes alturas y formando un camino de aproximadamente 32 metros de largo.
En el reinado de Adriano, el mausoleo O fue construido. Solo el mausoleo H es de la segunda mitad del siglo II, y se desvía de la línea recta del atrio preconstruido. Hacia aquella época, el circo ya no estaba en uso y, por lo tanto, ya no era un obstáculo para la expansión de la necrópolis hacia el sur: de hecho, el circo ya poseía tumbas en aquella época. Una tumba de la misma época de la construcción del mausoleo H fue encontrada cerca de la base del obelisco. Cuando el circo fue finalmente demolido, a la serie ya existente de mausoleos se construyó otro grupo: los mausoleos Z, Φ (phi), Χ (ji) y Ψ (psi). En el período comprendido entre finales del siglo II y mediados del siglo III, varios mausoleos fueron construidos junto con edificios independientes. Todos los edificios, excepto el mausoleo R1, tienen su entrada al sur, en dirección al circo y a la Vía Cornelia.
Los mausoleos fueron utilizados por muchas generaciones y compartidos por varias familias. Los arqueólogos encontraron alrededor de 120 enterramientos en  el mausoleo F, y al menos 170 en el mausoleo H. Un cálculo aproximado del número de urnas, cuerpos y enterramientos en las 22 tumbas excavadas, arrojó como resultado más de 1000 funerales realizados en aquel lugar. Este gran número es debido a la alta mortalidad infantil y baja esperanza de vida en el siglo II de nuestra era.
Los antiguos propietarios de los seis mausoleos (A, C, H, L, N y O) han sido identificados por las inscripciones encima de las puertas de entrada. El mausoleo N es ejemplo de una tumba utilizada por familias diferentes al mismo tiempo. La inscripción informa que es el mausoleo de Marco Ebutio Carito, pero que la mitad pertenece a Lucio Volusio Suceso y Volusia Megiste, que lo compraron en conjunto con él.

### sigloXXI
Durante la construcción de un estacionamiento en 2003, otra parte de la necrópolis fue descubierta.  El sitio está abierto a los visitantes.
Algunas tumbas poseen restauraciones, fruto de la labor del proyecto de diez meses que involucró al Mausoleo Valerii.

### Tumba de San Pedro (zonaP)
La zona P (Peter Campus) es una pequeña área en la que se encuentra la presunta tumba de San Pedro. Según la tradición, luego de ser martirizado en el Circo de Nerón, Pedro fue enterrado allí. Aproximadamente 100 años después de su muerte, una capilla fue erigida sobre su tumba, adyacente a la llamada "pared roja". A los costados de la supuesta tumba, se encontraron otros enterramientos, cuya disposición sugiere que la tumba de Pedro fue un lugar de veneración temprano. El santuario era conocido también como el "Trofeo de Cayo", debido a que el teólogo Cayo de Roma, que vivió en Roma durante el pontificado de Ceferino (199-217), lo menciona en un testimonio referenciado posteriormente por Eusebio de Cesarea en su obra del 324:

Puedo mostrarte los trofeos de los Apóstoles. Si vienes al Vaticano o a la ruta de Ostia, encontrarás los trofeos de los fundadores de esta Iglesia.
Historia eclesiástica

El término griego utilizado por Gayo es tropaion que, por lo general, significa monumento o trofeo de victoria. Eusebio interpretó la cita, 100 años más tarde, como una indicación de tumbas honoríficas. En el lado derecho del "Trofeo de Gayo" se une, en ángulo recto, la denominada pared del grafiti, llamada así por el gran número de grafitis en latín que allí se encuentran. Durante las excavaciones en la tumba no fueron encontrados los restos mortales del apóstol Pedro. Sin embargo, en un agujero cubierto de mármol de la pared con grafitis, fueron encontrados algunos huesos humanos. La arqueóloga Margherita Guarducci sugirió que durante el tiempo de construcción de la basílica constantiniana, los restos del apóstol Pedro fueron retirados de su tumba original y colocados en la entrada. La arqueóloga señaló que las inscripciones en la pared detrás del monumento tras el pilar incluían las letras PETR ... EN I, como la designación de las reliquias de Pedro. Otros sitios arqueológicos en Roma también poseen grafitis similares, lo que sugiere que el mismo es una conmemoración cristiana de Pedro y Pablo como mártires.

## Visitas guiadas
Las visitas se deben gestionar con la Oficina de Excavaciones de la Fábrica de San Pedro, con una antelación superior a los 6 meses, precisando la fecha deseada y el idioma en el que se va a realizar el recorrido. Dura aproximadamente una hora y media, y finaliza en la tumba de San Pedro, antes de regresar a la basílica. Debido a los esfuerzos de conservación, solo pequeños grupos de diez a quince personas se permiten a la vez.